# Bodigundlapalli, Chintamani
Bodigundlapalli là một làng thuộc tehsil Chintamani, huyện Kolar, bang Karnataka, Ấn Độ.